# RS-709
Pour les articles homonymes, voir Route 709.
La RS-709 est une route locale de la mésorégion métropolitaine de Porto Alegre, dans l'État du Rio Grande do Sul, qui relie la municipalité de Barra do Ribeiro à la BR-116. Elle est longue de 11 km et dessert la seule commune précitée.